# 巴朗扎克
巴朗扎克（法語：Balanzac，法語發音：[balɑ̃zak]）是法国滨海夏朗德省的一个市镇，位于该省中部偏西，属于桑特区。

## 地理
巴朗扎克（45°44'31"N, 0°50'9"W）面积12.75 平方千米，位于法国新阿基坦大区滨海夏朗德省，该省份为法国西部滨海省份，北起旺代省，西临大西洋，南至吉倫特省，东南接多爾多涅省，东北接德塞夫勒省接壤，东临夏朗德省。
与巴朗扎克接壤的市镇（或旧市镇、城区）包括：科尔姆鲁瓦亚勒、楠克拉、萨布隆索、圣热姆、圣罗曼德伯内、阿尔努河畔圣叙尔皮斯。

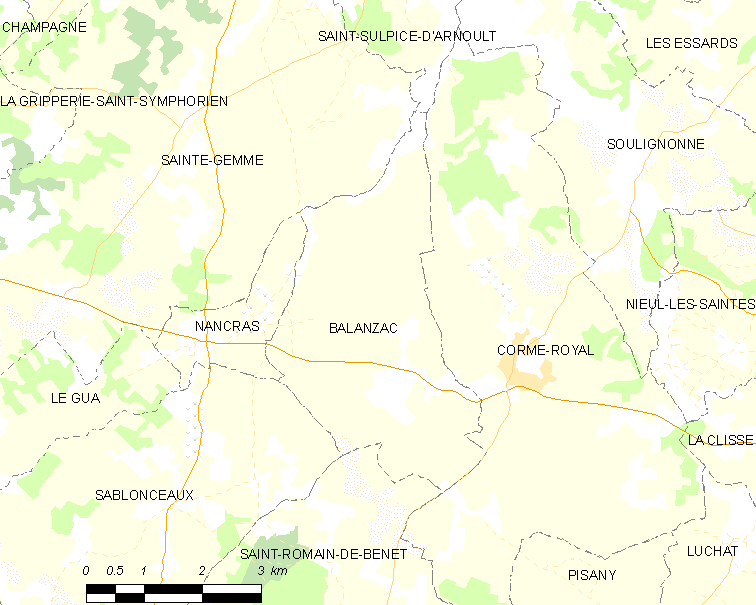
巴朗扎克的OSM定位图

巴朗扎克的时区为UTC+01:00、UTC+02:00（夏令时）。

## 行政
巴朗扎克的邮政编码为17600，INSEE市镇编码为17030。

## 政治
巴朗扎克所属的省级选区为圣波谢尔县。

## 人口

1962-2008年间巴朗扎克人口变化图示

巴朗扎克于2022年1月1日时的人口数量为614人。